# Stina Martini
Stina Martini (* 7. Februar 1993 in Salzburg) ist eine österreichische Eiskunstläuferin.
Martini, die im Jahr 1999 beim Eissport Club Graz (ESC) mit dem Eiskunstlaufen begann, ist mehrfache Schüler- und Jugendmeisterin. Ab dem Jahr 2010 startete Stina Martini gemeinsam mit dem zweieinhalb Jahre älteren Partner Severin Kiefer im Paarlaufen. Sie gewannen im ersten Jahr den österreichischen Juniorenmeistertitel im Paarlaufen. 2011 wurden Stina Martini und Severin Kiefer österreichische Staatsmeister im Eiskunstlaufen. Martini beendete 2013 ihre aktive Karriere.

## Ergebnisse
(mit Severin Kiefer)
| Wettbewerb / Jahr               | 2009–10 | 2010–11 | 2011–12 | 2012–13 |
| ------------------------------- | ------- | ------- | ------- | ------- |
| Olympische Winterspiele         |         |         |         |         |
| Weltmeisterschaften             |         | 21.     | 22.     |         |
| Europameisterschaften           |         | 15.     | 15.     | 13.     |
| Juniorenweltmeisterschaften     | 20.     | 16.     | 15.     |         |
| Österreichische Meisterschaften | 1. J    | 1.      | 1.      | 1.      |